# Тарасенко, Юлия Вячеславовна
Юлия Вячеславовна Тарасенко (урожд. Бронникова; 21 января 1984 года) — российская лыжница-ориентировщица, заслуженный мастер спорта России (спортивное ориентирование на лыжах, 2005), чемпионка мира и Европы.

## Биография
Юлия живёт в Красноярске и тренируется у заслуженных тренеров России А. Ю. Близневского, В. С. Близневской и С. В. Худика.
В 2004 году на молодёжном чемпионате мира дважды поднималась на пьедестал. На средней (короткой) дистанции она была третьей, уступив более удачливым подругам по команде Ольге Новиковой и Валентине Лебедевой. А в эстафете в тройке с ними же завоевала золотую медаль.
В 2013 году на чемпионате Европы Юлия стала чемпионкой на средней (короткой) дистанции.
А на чемпионате мира 2013 года в Риддере стала чемпионкой в эстафете.
Заслуженный мастер спорта России (2014).